# Джорджо де Сантиляна
Джорджо Диас де Сантиляна (на италиански: Giorgio Diaz de Santillana) е италианско-американски историк и философ.

## Биография и творчество
Роден е на 20 май 1902 година в Рим в семейството на ориенталиста Давид Сантиляна. През 1936 година заминава за Съединените щати, а през 1945 година получава американско гражданство. От 1941 година преподава история на науката в Масачузетския технически институт.
Особено известна става неговата съвместна работа с Херта фон Дехенд, Мелницата на Хамлет : авторите развиват теорията, че прецесията на равноденствената точка е съдържание, закодирано в множество архаични митове.
Джорджо де Сантиляна умира на 8 юни 1974 г. в Бевърли.